# Luis César Amadori
Luis César Amadori (Pescara, Italia, 28 de mayo de 1902 - Buenos Aires, Argentina, 5 de junio de 1977) fue un director de cine, guionista, escritor, músico, letrista y productor argentino nacido en Italia.

## Carrera
Luis César Amadori fue una notable e insoslayable figura de la época dorada del cine, teatro y del tango argentino. Nacido en Italia emigró a los 5 años a Argentina. Comenzó sus estudios en una escuela primaria de Villa Ballester e hizo el bachillerato en el Colegio De La Salle Buenos Aires. Cursó sus estudios universitarios de medicina en Córdoba en 1918, si bien los abandonó en favor de su vocación de escritor y adaptador de comedias francesas.
Fue elegido por Walt Disney para dirigir el doblaje al castellano de 4 de sus propios filmes, Fantasía, Pinocho, Dumbo y Bambi; el director de fotografía de su película Madreselva fue el húngaro John Alton, quien luego desarrolló su carrera en Hollywood.  Como guionista cinematográfico utilizó el seudónimo de Gabriel Peña, como autor de revistas musicales el de Leo Carter; sus íntimos lo llamaban Gino.

## Exilio
La dictadura Militar de 1955 decretó la proscripción del peronismo y de todo aquello que lo refiriese, por lo que, con cargos ficticios fue apresado junto con otros como  Hugo del Carril y Atilio Mentasti. En 1955 emigró a España debido al golpe de Estado contra Juan Perón que instauró la auto-denominada Revolución Libertadora y comenzó a perseguirlo por sus ideas políticas. Se convirtió así en una de las figuras de la dirección en el cine español de los 50 y los 60, sobre todo de corte histórico.
Se inició con Ivo Pelay para estrenar en el Teatro Nuevo una adaptación francesa titulado Un buen muchacho. Luego pasó al Teatro Comedia y, finalmente,  se desempeñó por largo tiempo como empresario del Teatro Maipo ( en 1940 compra la sala) donde montó decenas de espectáculos de revista. Incursionó también en el teatro lírico.
Fue directivo de Argentores y ejerció la crítica musical en más de 150 piezas teatrales y varios libros cinematográficos.
Tuvo su único hijo varón Luis Alberto Amadori, quien tuvo junto a la célebre actriz de cine Zully Moreno (1920-1999), casado desde 1947. Murió en su domicilio en Buenos Aires el 5 de junio de 1977 a los 75 años.

## Filmografía
- 1968 — Cristina Guzmán
- 1967 — Buenos días, condesita
- 1967 — Un novio para dos hermanas
- 1967 — Amor en el aire
- 1966 — Acompáñame
- 1965 — Más bonita que ninguna
- 1964 — Como dos gotas de agua
- 1964 — El señor de La Salle
- 1963 — La casta Susana
- 1960 — Mi último tango
- 1959 — Una gran señora
- 1958 — Una muchachita de Valladolid
- 1958 — La violetera
- 1958 — ¿Dónde vas, Alfonso XII?
- 1958 — Amor prohibido
- 1955 — El amor nunca muere
- 1955 — El barro humano
- 1954 — Caídos en el infierno
- 1954 — El grito sagrado
- 1953 — La pasión desnuda
- 1952 — La de los ojos color del tiempo
- 1952 — Eva Perón inmortal (cortometraje)
- 1951 — Me casé con una estrella
- 1951 — Soñemos (cortometraje)
- 1950 — Nacha Regules
- 1949 — Almafuerte
- 1949 — Una noche en el Ta Ba Rin
- 1949 — Juan Globo
- 1949 — Don Juan Tenorio
- 1948 — Dios se lo pague
- 1947 — Una mujer sin cabeza
- 1947 — Albéniz
- 1946 — Mosquita muerta
- 1945 — Dos ángeles y un pecador
- 1945 — Santa Cándida
- 1945 — Madame Sans Gene
- 1944 — Apasionadamente
- 1943 — Carmen
- 1943 — Luisito
- 1943 — Son cartas de amor
- 1942 — Claro de luna
- 1942 — Bajó un ángel del cielo
- 1942 — La mentirosa
- 1942 — El tercer beso
- 1942 — El profesor Cero
- 1941 — Soñar no cuesta nada
- 1941 — Orquesta de señoritas
- 1941 — La canción de los barrios
- 1941 — Napoleón
- 1940 — Hay que educar a Niní
- 1940 — El haragán de la familia
- 1939 — Caminito de gloria
- 1939 — Palabra de honor
- 1938 — Madreselva
- 1938 — El canillita y la dama
- 1938 — Maestro Levita
- 1937 — El pobre Pérez
- 1936 — Puerto Nuevo

## Letras de sus canciones más importantes
- Alma de Bandoneón
- Madreselva
- Cartas de Amor
- Cobardía
- Confesión
- De Contramano
- Desencanto
- El Anillo de Oro
- Envidia
- Fondín de Pedro Mendoza
- Olvido
- Quién Hubiera Dicho
- Quisiera Amarte Menos
- Rencor
- Serenata
- Tormento
- Tu Sombra
- Vendrás Alguna Vez
- Ventanita Florida
- Yo También Soñé

Referencias: